# Charles Evans
Charles Evans (13 tháng 11 năm 1850 – 8 tháng 2 năm 1935)) là một thủ thư và nhà biên mục người Mỹ.
Evans được vinh danh như 100 người lãnh đạo ngành thư viện thông tin quan trọng nhất thế kỉ 20 theo tạp chí American Libraries. Evans được biết đến nhiều nhất như một nhà biên mục và sưu tập của 12 cuốn đầu tiên trong tác phẩm của ông, American Bibliography: A Chronological Dictionary of All Books, Pamphlets, and Periodical Publications Printed in the United States of America from the Genesis of Printing in 1639 Down to and Including the Year 1830, with Bibliographical and Biographical Notes. Ông cũng là đồng sáng lập Hiệp hội Thư viện Hoa Kỳ ((American Library Association – ALA) cùng với Melvil Dewey.

## Tiểu sử

### Tuổi trẻ
Là con của những người nhập cư Ailen, Charles Peter và Mary Ewing Evans, Evans sinh ra tại Boston, Massachusetts vào ngày 13 tháng 11 năm 1850. Cả cha và mẹ ông đều chết trước khi ông lên 10 tuổi, tại thời điểm đó Evans và sau đó là anh của ông, Thomas John, được gửi đến sông và học tại Boston Asylum and Farm School cho những cậu bé nghèo tại đảo Thompson Island. Evans cảm thấy vô cùng cảm kích từ sự giáo dục mà ông nhận được ở đây, đến nỗi hàng chục năm sau đó ông đã tặng 2 quyển của tác phẩm American Bibliography của ông cho ngôi trường này, được trích dẫn khi nói rằng nhờ trường Boston Asylum and Farm School, ông nhận ra giá trị và sống “một cách kỉ luật, trung thành, độc lập và chăm chỉ. Sở hữu những đức tính đó, không gì là không thể đạt được trong cuộc sống.”.

### Giai đoạn đầu của sự nghiệp của Evans
Evans học tập dưới sự dẫn dắt của Samuel Eliot - người chịu trách nhiệm của thư viện tư nhân Boston Athenaeum - tại trường Boston Asylum and Farm School, và để lại ấn tượng lên ông khi Evans bước sang tuổi 16, vào ngày 12 tháng 6 năm 1866, Eliot đã thuê ông như một trợ lý thư viện cho Boston Athenaeum. Evans không được đào tạo bài bản của các học giả, nhà biên mục và thủ thư xung quanh ông. Vì vậy, các học giả thư viện ngần ngại giúp đõ trong dự án biên mục của ông. Chính tại đây, Evans đã gặp William Frederick Poole, một thủ thư có tác động lớn nhất lên số phận của Evans khi giúp ông hiểu biết và yêu thích việc tổ chức và phân loại trong thư viện. Nhiều năm sau đó, Evans đề nghị Poole gia nhập Hiệp hội Thư viện Hoa Kỳ.
- 1872-1878 Tổ chức và là thủ thư của thư viện Indianapolis Public Library.[4]
- 1884-1887 Tổ chức và là trợ lý thư viện của thư viện Enoch Pratt Free Library tại Baltimore, MD [4]
- 1887-1889 Điều hành thư viện Omaha Public Library [4]
- 1889-1892 Thủ thư tại Thư viện Công cộng Indianapolis [4]
- 1892-1895 Tổ chức phân loại bộ sưu tập tại thư viện Newberry Library tại Chicago [4]
- 1895-1896 Điều hành thư viện Virginia Library của trường McCormick Theological Seminary tại Chicago [4]
- 1896-1901 Thủ thư tại trung tâm Chicago Historical Society [4]

### Những Tranh cãi xung quanh Evans
Evans được biết là phản đối việc đổi vị trí các thư viện và do đó nhiều hơn một lần được đề nghị từ chức từ những rắc rối không đáng do ông gây ra. Năm 1892, ông bị sa thải khỏi thư viện Indianapolis Public Library vì bất đồng công khai với với kế hoạch của Hội đồng để mở một tòa nhà mới, nơi mà Evans tin là sẽ sớm ngập trong đống sách chuyển tới.. Năm 1901, Evans bị sa thải như một thư viện viên ở trường McCormick Theological Seminary ở Chicago vì bất đồng của ông về cách phân loại được dùng – hội đồng muốn dùng bảng phân loại của Charles Cutter (tổ chức các cuốn sách theo chủ đề), trong khi Evans lại yêu cầu dùng hệ thống phân loại mà ông quen và ưa thích hơn. Cũng trong lúc này, Evans thực hiện sưu tập tác phẩm của mình Charter, Constitution, By-laws, Roll of Membership, MDCCCLVI-MDCCCCI: List of Officers and Members, MDCCCCI (Chicago, 1901, được in cho the Society) với nhiều lỗi rõ ràng, nhưng khi ông từ chối tái bản sửa sai, họ sa thải ông.

### Hiệp hội thư viện Hoa Kỳ
Năm 1876, Evans cùng với Melvil Dewey thuộc hệ thống phân loại thập phân Dewey, đồng sáng lập Hiệp hội Thư viện Hoa Kỳ. Evans khuyên những thành viên cốt cán khác – những cán bộ thư viện có uy tín ông gặp trong sự nghiệp – tham gia vào Hiệp hội. Những thành viên này về sau họp tại một hội nghị ở Philadelphia, nơi mà Evans gửi một bài nói chuyện về bài báo "The Sizes of Printed Books" của ông, được xuất bản trong quyển đầu tiên của ALA trong Tạp chí Thư viện(Library Journal). Năm 1877, ông trở thành thủ quỹ đầu tiên của Hiệp hội Thư viện Hoa Kỳ. Evans tiếp tục đóng góp xây dựng Tạp chí Thư viện.

### American Bibliography
Evans chính thức bắt tay vào công trình American Bibliography – mục tiêu trọn đời của ông – trong năm 1901 và tổ chức biên tập nó cho đến tận năm 1934. Ban đầu, Evans đặt những thẻ ghi chú trong những hộp corset với ngày được viết bên trong trên phần hông của đoạn mô tả. Việc xuất bản bị gián đoạn trong suốt Thế chiến II giữa các tập của nó, nhưng cuối cùng, tất cả các tập cần thiết đều được xuất bản, gồm một vài quyển được những người không trong ngành nhưng muốn góp sức xuất bản sau khi ông chết, cụ thể là Roger Bristol.. Quyển đầu tiên được xuất bản bởi chính Evans và chịu trách nhiệm bìa từ năm 1639-1740. Tất cả những tập kế nhau được xuất bản từ số tiền mượn cho mục đích xuất bản lẫn mục đích đi  du lịch, vì Evans thích du lịch vòng quanh nước Mỹ để tận mắt thấy những cuốn sách có trong tác phẩm của ông, dù khi ông không thể đi xa, ông vẫn biết mình đã liệt kê những nhan đề “ảo”(“ghost” titles), cũng như bỏ qua hoàn toàn những xuất bản vì khoảng cách xa xôi, và vì vậy, chúng sẽ làm đầy sách của ông. Mọi người nói rằng, tác phẩm American Bibliography thiếu mô tả phù hợp về các bài tiểu luận và phản biện của  Harvard.
| Charles Evans (1903–59). American Bibliography. Chicago: Blakely Press. | Charles Evans (1903–59). American Bibliography. Chicago: Blakely Press. | Charles Evans (1903–59). American Bibliography. Chicago: Blakely Press. | Charles Evans (1903–59). American Bibliography. Chicago: Blakely Press. | Charles Evans (1903–59). American Bibliography. Chicago: Blakely Press. |
| Âm lượng                                                                | Từ                                                                      | Đến                                                                     | Năm                                                                     | Toàn văn liên_kết=\| Tự do đọc                                          |
| ----------------------------------------------------------------------- | ----------------------------------------------------------------------- | ----------------------------------------------------------------------- | ----------------------------------------------------------------------- | ----------------------------------------------------------------------- |
| v.1                                                                     | 1639 (1)                                                                | 1729 (3244)                                                             | 1903                                                                    | Lưu trữ Internet </br> HathiTrust                                       |
| v.2                                                                     | 1730 (3245)                                                             | 1750 (6623)                                                             | 1904                                                                    | Lưu trữ Internet                                                        |
| v.3                                                                     | 1751 (6624)                                                             | 1764 (9890)                                                             | 1905                                                                    | Lưu trữ Internet                                                        |
| v.4                                                                     | 1765 (9891)                                                             | 1773 (13091)                                                            | 1907                                                                    | Lưu trữ Internet                                                        |
| v.5                                                                     | 1774 (13092)                                                            | 1778 (16176)                                                            | 1909                                                                    | Lưu trữ Internet                                                        |
| v.6                                                                     | 1779 (16177)                                                            | 1785 (19448)                                                            | 1910                                                                    | Lưu trữ Internet                                                        |
| v.7                                                                     | 1786 (19449)                                                            | 1789 (22297)                                                            | 1912                                                                    | Lưu trữ Internet                                                        |
| v.8                                                                     | 1790 (22298)                                                            | 1792 (25074)                                                            | 1914                                                                    | Lưu trữ Internet                                                        |
| v.9                                                                     |                                                                         |                                                                         |                                                                         | HathiTrust                                                              |
| v. 10                                                                   |                                                                         |                                                                         |                                                                         | HathiTrust                                                              |
| v. 11                                                                   | 1796                                                                    | 1797                                                                    |                                                                         | HathiTrust                                                              |
| v. 12                                                                   |                                                                         |                                                                         |                                                                         | HathiTrust                                                              |
| v. 13                                                                   | 1799                                                                    | 1800                                                                    |                                                                         | HathiTrust                                                              |
| v. 14                                                                   | Mục lục                                                                 |                                                                         |                                                                         | HathiTrust                                                              |

Toàn bộ tác phẩm của Evans về sau được chụp lại và chuyển sang dạng vi phim(microfilm), và có mặt tại nhiều thư viện nghiên cứu. Một bản số dùng cho công tác nghiên cứu phải trả phí để xem có nhan đề  Early American Imprints, Series I: Evans, 1639-1980 được bán trên  Readex, như một phần của nguồn tài nguyên Archive của Americana.

### Những tác phẩm khác
Evans cũng đóng góp cho tạp chí Library Journal và tổ chức American Antiquarian Society, và thỉnh thoảng viết bài cho nó.

### Hôn nhân và con cái
Evans kết hôn với Lena Young, người hỗ trợ và khuyến khích việc ông viết tác phẩm của mình, ngày 8 tháng 4 năm 1883. Các con của ông.
- Gertrude, sinh năm 1884 [2]
- Eliot Howland, sinh năm 1886 [2]
- Charles Sumner, sinh năm 1888, người đã trở thành một vận động viên golf nổi tiếng sau này [2]
- Constance Evans, sinh năm 1889 [2]

### Qua đời
Hôn nhân của Evans kéo dài cho tới khi Lena qua đời ngày 5 tháng 10 năm 1933. Charles Evans qua đời ngày 8 tháng 2, 1935 vì đột quỵ.

## Vinh danh, giải thưởng và thành viên của các tổ chức
- 1910 Được bầu vào tổ chức American Antiquarian Society [1]
- 1926 Được bầu vào tổ chức Colonial Society of Massachusetts [1]
- 1933 Trở thành thành viên danh dự của Hiệp hội Thư viện Hoa Kỳ [1]
- 1934 Đại học Brown trao tặng bằng Tiến sĩ danh dự(Doctor of Letters) cho ông.[1]